# بيتر آدامز
بيتر آدامز (بالإنجليزية: Peter Adams)‏ هو ممثل نيوزلندي وأسترالي، ولد في 18 مايو 1938 في نيوزيلندا، وتوفي في 13 ديسمبر 1999 في أستراليا بسبب سرطان.

## وصلات خارجية
- بيتر آدامز على موقع IMDb (الإنجليزية)
- بيتر آدامز على موقع أول موفي (الإنجليزية)
- بيتر آدامز على موقع قاعدة بيانات الأفلام السويدية (السويدية)
- بيتر آدامز على موقع قاعدة بيانات الفيلم (الإنجليزية)
- بيتر آدامز على موقع كينوبويسك (الروسية)